# 이치마루 긴
이치마루 긴(일본어: 市丸ギン)는 블리치의 등장인물이다.
- 성우 - 유사 코지 / 박성태 신장은 185cm 체중은 69kg
- 경력

1. 전(前) 호정 13대 5번대 부대장
2. 전(前) 호정 13대 3번대 대장

- 참백도 시해: 신창(神鎗)

자신의 검 길이가 도검 백 자루의 길이만큼 늘어날 수 있는 능력을 가졌다. 모습 자체는 와키자시 형태로 길이만 잘 조절해 놓으면 그냥 천타라 해도 믿을 정도이다.
- 참백도 시해 언령: "쏴 죽여라 신창"
- 참백도 만해: 신살창(神殺鎗)

"도신의 길이가 최대 13km까지 늘어나며 그 확장 및 신축속도는 음속의 500배에 달한다"는 건 실제 만해능력을 숨기기 위한 허풍이다. 물론 도신이 꽤 늘어나고 신축속도도 꽤 빠르기는 해서 아이젠도 깜빡 속았다고 한다. 실제 만해의 능력은 수축시 먼지로 변해 돌아오는 것으로 칼에는 세포를 소멸시키는 독이 있다.
마츠모토 란기쿠와 같은 루콘가 출신이다. 어린 나이에 진앙영술원에 입학하여 단 1년 만에 졸업한 천재로, 아이젠 소스케의 눈에 띄어 5번대 석관으로 들어오게 되었다. 소스케의 위험한 야망을 저지하겠다는 일념으로 그의 충복 역할을 수행했다. 3번대 대장이 된 이후 웨코문드로 도주 이후 카라쿠라 마을에서 호정 13대와 싸우다가 쿠로사키 이치고와 싸우며 만해 해방 이후 아이젠 소스케를 완벽히 만해로 기습하는데는 성공하나 붕옥과 융합한 아이젠은 간단히 부활했고 결국 아이젠 소스케에게 죽임을 당했다.
죽기 전 란기쿠의 앞에서 눈물을 흘리며 사망한다.